# Ĥ
Ĥ (minuskule ĥ) je speciální písmeno latinky. Nazývá se H s circumflexem. Vyskytuje se pouze v esperantu, kde se vyslovuje stejně jako české ch (IPA x,χ). Skládá se z písmene H. Další písmena v esperantu se stříškou jsou ĉ, ĝ, ĵ, ŝ a ŭ. V reformovaném esperantu (ido) však už není, zde se píše jako kh. Dále písmeno najdeme ve jméně italského disco zpěváka z osmdesátých let, který se jmenuje "Cĥato". V Unicode mají písmena Ĥ a ĥ tyto kódy:
-Ĥ U+0124
-ĥ U+0125